# Campeonato da Europa de Atletismo de 2010 - Lançamento de martelo feminino
A prova do Lançamento de martelo feminino do Campeonato da Europa de Atletismo de 2010 foi disputada entre os dias 28 e 30 de julho de 2010 no Lluís Companys em Barcelona,  na Espanha. 

## Recordes
Antes desta competição, os recordes mundiais e do campeonato nesta prova eram os seguintes:
|                       | Nome             | Nacionalidade | Distância | Local      | Data                |
| --------------------- | ---------------- | ------------- | --------- | ---------- | ------------------- |
| Recorde mundial       | Anita Włodarczyk | Polónia       | 78m30cm   | Bydgoszcz  | 6 de junho de 2010  |
| Recorde do campeonato | Tatyana Lysenk   | Rússia        | 76m67cm   | Gotemburgo | 8 de agosto de 2006 |
| Recorde europeu       | Anita Włodarczyk | Polónia       | 78m30cm   | Bydgoszcz  | 6 de junho de 2010  |

## Medalhistas
| Ouro                | Prata                 | Bronze                 |
| Betty Heidler (DEU) | Tatyana Lysenko (RUS) | Anita Włodarczyk (POL) |

## Cronograma
Todos os horários são locais (UTC+2).
| Data        | Hora  | Evento       |
| ----------- | ----- | ------------ |
| 28 de julho | 10:10 | Qualificação |
| 30 de julho | 20:20 | Final        |

## Resultados

### Qualificação
Qualificação: Desempenho de 69.00 m (Q) ou os 12 melhores qualificados (q).
| Posição | Grupo | Atleta                 | Nacionalidade | #1    | #2    | #3    | Resultados | Notas      |
| ------- | ----- | ---------------------- | ------------- | ----- | ----- | ----- | ---------- | ---------- |
| 1       | B     | Tatyana Lysenko        | Rússia        | x     | 72.36 |       | 72.36      | Q          |
| 2       | B     | Betty Heidler          | Alemanha      | 71.85 |       |       | 71.85      | Q          |
| 3       | A     | Anita Wlodarczyk       | Polónia       | 71.17 |       |       | 71.17      | Q          |
| 4       | A     | Silvia Salis           | Itália        | 70.33 |       |       | 70.33      | Q          |
| 5       | A     | Nataliya Zolotuhina    | Ucrânia       | 63.76 | 65.79 | 69.31 | 69.31      | Q          |
| 6       | B     | Bianca Perie           | Roménia       | 68.61 | 68.67 | x     | 68.67      | q          |
| 7       | B     | Éva Orbán              | Hungria       | 64.55 | 68.59 | —     | 68.59      | q          |
| 8       | A     | Marina Marghieva       | Moldávia      | x     | 67.47 | 67.84 | 67.84      | q          |
| 9       | B     | Merja Korpela          | Finlândia     | 66.06 | 67.58 | 66.45 | 67.58      | q          |
| 10      | B     | Berta Castells         | Espanha       | 66.61 | 65.95 | 65.26 | 66.61      | q          |
| 11      | A     | Tracey Andersson       | Suécia        | x     | 62.07 | 66.48 | 66.48      | q          |
| 12      | A     | Mona Holm              | Noruega       | 62.72 | 66.10 | 66.18 | 66.18      |            |
| 13      | A     | Alexándra Papayeoryíou | Grécia        | 65.12 | 65.70 | 65.88 | 65.88      |            |
| 14      | A     | Kathrin Klaas          | Alemanha      | 65.82 | 65.49 | x     | 65.82      |            |
| 15      | B     | Malgorzata Zadura      | Polónia       | 62.26 | 65.45 | 64.78 | 65.45      |            |
| 16      | B     | Stéphanie Falzon       | França        | 64.30 | x     | 64.34 | 64.34      |            |
| 17      | A     | Volha Tsander          | Bielorrússia  | x     | 62.69 | x     | 62.69      |            |
| 18      | B     | Katerina Safránková    | Chéquia       | x     | 62.63 | x     | 62.63      |            |
| 19      | A     | Lenka Ledvinová        | Chéquia       | x     | x     | 60.74 | 60.74      |            |
| 20      | B     | Paraskevi Theodorou    | Chipre        | 57.50 | 59.68 | 60.16 | 60.16      |            |
| —       | B     | Zalina Marghieva       | Moldávia      | 69.22 |       |       | 69.22      | DSQ Doping |
| —       | A     | Daryia Pchelnik        | Bielorrússia  | x     | x     | x     | NM         | Doping     |

### Final
| Posição           | Atleta              | Nacionalidade | #1    | #2    | #3    | #4    | #5    | #6    | Resultados | Notas                |
| ----------------- | ------------------- | ------------- | ----- | ----- | ----- | ----- | ----- | ----- | ---------- | -------------------- |
| Medalha de ouro   | Betty Heidler       | Alemanha      | 69.68 | 75.92 | x     | 72.58 | 76.38 | 72.27 | 76.38      | Recorde da temporada |
| Medalha de prata  | Tatyana Lysenko     | Rússia        | 74.63 | 71.53 | 73.16 | 75.65 | 74.89 | x     | 75.65      |                      |
| Medalha de bronze | Anita Włodarczyk    | Polónia       | 73.05 | 73.34 | x     | 72.65 | 70.58 | 73.56 | 73.56      |                      |
| 4                 | Bianca Perie        | Roménia       | 69.92 | 71.62 | 70.01 | 70.01 | x     | x     | 71.62      |                      |
| 5                 | Marina Marghieva    | Moldávia      | x     | 67.02 | 70.77 | 63.82 | x     | 66.93 | 70.77      |                      |
| 6                 | Silvia Salis        | Itália        | 66.98 | 68.85 | x     | x     | 68.35 | 67.51 | 68.85      |                      |
| 7                 | Merja Korpela       | Finlândia     | 68.21 | 67.15 | 66.20 | x     | x     | 63.96 | 68.21      |                      |
| 8                 | Berta Castells      | Espanha       | 68.20 | 66.07 | x     |       |       |       | 68.20      |                      |
| 9                 | Nataliya Zolotuhina | Ucrânia       | x     | 67.53 | 66.99 |       |       |       | 67.53      |                      |
| 10                | Tracey Andersson    | Suécia        | x     | 65.13 | x     |       |       |       | 65.13      |                      |
| 11                | Éva Orbán           | Hungria       | x     | 64.99 | 30.58 |       |       |       | 64.99      |                      |
| —                 | Zalina Marghieva    | Moldávia      | 69.43 | 70.83 | 68.11 | x     | 69.04 | 68.59 | 70.83      | Doping               |

Legenda
| Recorde mundial       | Recorde mundial (World record)               |                       | Recorde africano                      | Recorde africano (African) |                                           | Q | Classificado por posição (Qualified) |
| Recorde do campeonato | Recorde do campeonato (Championship record)  | Recorde da América    | Recorde da América (Americas)         | q                          | Classificado por melhor tempo (Qualified) |   |                                      |
| Melhor marca do ano   | Melhor marca do ano (World leading)          | Recorde asiático      | Recorde asiático (Asian)              | DNS                        | Não largou (Did not start)                |   |                                      |
| Recorde nacional      | Recorde nacional (National record)           | Recorde europeu       | Recorde europeu (European)            | DNF                        | Não terminou (Did not finish)             |   |                                      |
| Recorde pessoal       | Recorde pessoal do atleta (Personal best)    | Recorde da Oceania    | Recorde da Oceania (Oceania)          | DSQ / DQ                   | Desclassificado (Disqualified)            |   |                                      |
| Recorde da temporada  | Recorde da temporada do atleta (Season best) | Recorde sul-americano | Recorde sul-americano (South America) | NM                         | Sem marca (No mark)                       |   |                                      |